# O Poder do Teu Amor
O Poder do Teu Amor é o terceiro álbum de estúdio da cantora brasileira Aline Barros, lançado em 2000. O disco foi lançado pela AB Records com produção musical de Tom Brooks na faixa título e de Ricardo Feghali e Cleberson Horsth nas demais.
O álbum conquistou avaliações favoráveis da crítica e foi eleito o 34º melhor disco da década de 2000, de acordo com lista publicada pelo Super Gospel.
A canção "Recomeçar" posteriormente foi escolhida para fazer parte da trilha sonora de Duas Caras, telenovela da Rede Globo exibida em 2007. Devido ao sucesso da canção as vendagens do disco hoje ultrapassam a marca de 500.000 cópias.
| Críticas profissionais | Críticas profissionais |
| Avaliações da crítica  | Avaliações da crítica  |
| Fonte                  | Avaliação              |
| ---------------------- | ---------------------- |
| O Propagador           | [ 3 ]                  |
| Super Gospel           | (favorável)            |

## Faixas
| N.º            | Título                                         | Compositor(es)                                                         | Duração |  |
| 1.             | "O Poder do Teu Amor (The Power of Your Love)" | Geoff Bullock / Versão: Aline Barros                                   | 6:27    |  |
| 2.             | "Guarda Tua Fé"                                | Kleber Lucas e Alda Célia                                              | 4:38    |  |
| 3.             | "Recomeçar"                                    | Marcelo Manhães                                                        | 4:19    |  |
| 4.             | "Santo é o Senhor (Santo Es El Señor)"         | Nick Brito / Versão: Aline Barros                                      | 4:52    |  |
| 5.             | "Vontade do Pai (Let Your Love)"               | Gayla Borders, Jeff Borders, Phil Madeira / Versão: Aline Barros       | 3:55    |  |
| 6.             | "Ao Único"                                     | Bené Gomes                                                             | 4:06    |  |
| 7.             | "Minha Vida Então Mudou"                       | Umberto Tavares, Léo Bary e Júlio Borges                               | 4:15    |  |
| 8.             | "Quero Te Louvar"                              | Alda Célia                                                             | 3:21    |  |
| 9.             | "Renova-me, Senhor"                            | Ed Wilson                                                              | 4:17    |  |
| 10.            | "Não Olhes Pra Trás (No Mires Atrás)"          | Junior Aánis / Versão: Ronaldo Barros e Rafael Barros                  | 3:25    |  |
| 11.            | "Tu És Fiel"                                   | Thomas Obediah Chisholm e William Marion Runyan / Versão: Aline Barros | 5:29    |  |
| 12.            | "Momento da Oração"                            |                                                                        | 2:11    |  |
| Duração total: | Duração total:                                 | Duração total:                                                         | 52:01   |  |

## Ficha Técnica
- Direção artística: Ronaldo Barros (AB Records)
- Fotos: Jefferson Mello
- Designer gráfico: Alex Mendes

Músicas 2, 3, 4, 5, 6, 7, 8, 9, 10 e 11:
- Produção musical e arranjos: Ricardo Feghali e Cleberson Horsth
- Arranjo da música "Tu és Fiel": Aline Barros e Rogério Vieira
- Computador: Ricardo Feghali
- Teclados: Ricardo Feghali e Cleberson Horsth
- Teclados na música "Tu és Fiel": Rogério Vieira
- Guitarra e violão: Kiko
- Baixo: Nando
- Bateria: Serginho Herval
- Sax alto e soprano: Zé Canuto
- Coro: Paulinho, Kiko, Serginho Herval, Nando, Cleberson Horsth, Ricardo Feghali e Aline
- Coro de crianças na música "Não Olhes Pra Trás": Gabriela Kistenmacker, Gabriel Kistenmacker, Giovanna Lyssa, Jônatas Ariel, Larissa Caetano, Luciano Barros, Mylena Moraes, Raphaela Helena e Victor Moraes
- Coral na música "Santo é o Senhor": Agnaldo Silva, Bruno Kistenmacker, Geysa Oliveira, Ivan Silva, Joice Bernardo, Marcos Aurélio, Rafael Barros, Rosângela Kistenmacker, Rose Ribeiro, Rafael Costa, Rosane Barros, Sônia Moraes e Tânia Carrero
- Gravado no Feghali Estúdio e Roupa Nova Estúdio por Ricardo Feghali
- Mixado no Roupa Nova Estúdio por Ricardo Feghali
- Assistente: Nestor Lemos
- Masterização: Magic Master, por Ricardo Garcia

Música "O Poder do Teu Amor":
- Produção musical: Tom Brooks
- Arranjo: Tom Brooks, Abraham Laboriel e Mateo Laboriel
- Teclado e programação: Tom Brooks
- Guitarra: Paul Jackson Jr. e Shawn Tubbs
- Baixo: Abraham Laboriel
- Bateria: Frank Lenz
- Back-vocal: Daniel Quirino, Priscila Maciel e Robson Nascimento
- Gravado e mixado no New Earth Studios (Laguna Niguel, CA, USA)
- Engenheiros: Tom Brooks e Keith Kuchta
- Back-vocal gravado no estúdio Anonimato (SP)
- Técnico: Rodrigo
- Mixado no Joá Estúdio
- Técnico: Renato
- Auxiliar técnico: Filé